# James Dean Bradfield
James Dean Bradfield (* 21. února 1969 Pontypool, Wales, Spojené království) je velšský rockový zpěvák a kytarista, zakládající člen a frontman skupiny Manic Street Preachers. Podílel se na všech albech této skupiny.
V roce 2006 vydal první sólové album s názvem The Great Western. V té době rovněž odehrál několik sólových koncertů. Druhou sólovou desku Even in Exile, inspirovanou životem chilského básníka a hudebníka Víctora Jary, vydal v roce 2020; texty na album napsal Patrick Jones.
V anketě 100 velšských hrdinů se umístil na 17. místě.

## Ostatní aktivity
V roce 1996 produkoval několik písní na eponymním albu anglické kapely Northern Uproar. V roce 1997 se podílel na produkci alba Impossible Princess australské zpěvačky Kylie Minogue. Roku 1999 nazpíval duet „I'm Left, You're Right, She's Gone“ se zpěvákem Tomem Jonesem. V roce 2014 se podílel na albu 19 Days in Tetbury slovenského zpěváka Petera Aristona.
Spolu s dalším velšským hudebníkem Johnem Calem a dalšími velšskými hudebníky se roku 2000 podílel na filmu Beautiful Mistake. V roce 2008 vystupoval na festivalu Life Along the Borderline konaném u příležitosti nedožitých sedmdesátých narozenin zpěvačky Nico. Jeho kurátorem byl John Cale a Bradfield se festivalu účastnil i později. Roku 2022 hostoval při Caleově koncertu v Cardiffu.
Roku 2016 složil hudbu k filmu The Chamber.

## Sólová diskografie
- The Great Western (2006)
- Even in Exile (2020)